# Iwan Iwanow (polityk)
Iwan Walentinow Iwanow, bułg. Иван Валентинов Иванов (ur. 13 sierpnia 1975 w Szumenie) – bułgarski polityk, prawnik i historyk, działacz Bułgarskiej Partii Socjalistycznej, poseł do Zgromadzenia Narodowego, w latach 2021–2022 minister rolnictwa, od 2025 minister rozwoju regionalnego i robót publicznych.

## Życiorys
Ukończył historię na Uniwersytecie Sofijskim im. św. Klemensa z Ochrydy oraz prawo na Uniwersytecie Wielkotyrnowskim im. Świętych Cyryla i Metodego. Doktoryzował się z nauk historycznych na Uniwersytecie Szumeńskim. Podjął praktykę w zawodzie adwokata w rodzinnej miejscowości. Zaangażował się w działalność polityczną w ramach Bułgarskiej Partii Socjalistycznej, w latach 2007–2013 zasiadał w radzie miejskiej w Szumenie.
W wyborach z maja 2013 uzyskał mandat posła do Zgromadzenia Narodowego 42. kadencji. Utrzymywał go w głosowaniach z października 2014, marca 2017, kwietnia 2021, lipca 2021, listopada 2021, października 2022, kwietnia 2023, czerwca 2024 i października 2024.
W grudniu 2021 objął stanowisko ministra rolnictwa w nowo utworzonym rządzie Kiriła Petkowa. Zakończył urzędowanie wraz z całym gabinetem w sierpniu 2022. W styczniu 2025 został ministrem rozwoju regionalnego i robót publicznych w powołanym wówczas gabinecie Rosena Żelazkowa.